# كريستوفر هاريس وليامز
كريستوفر هاريس وليامز (بالإنجليزية: Christopher Harris Williams)‏ هو محامي وسياسي أمريكي، ولد في 18 ديسمبر 1798 في الولايات المتحدة، وتوفي بنفس المكان في 27 نوفمبر 1857. حزبياً، نشط في حزب اليمين. انتخب عضو مجلس النواب الأمريكي.